# Szépvölgyi Zoltán
Szépvölgyi Zoltán (Újpest, 1921. november 29. – Budapest, 2006. szeptember 12.) vasmunkás, Budapest Főváros Tanácsának elnöke (a főváros tanácselnöke) 1971 és 1986 között.

## Élete
A Donáth – később Láng – Gépgyárban tanulta ki a vasöntőszakmát. 1940 óta vett részt a munkásmozgalomban, a pártba 1945-ben lépett be. 1946 elején kiemelték, előbb az Országos Társadalombiztosító Intézetben (OTI), majd a Központi Statisztikai Hivatalban dolgozott, s tizenöt évet töltött az Országos Tervhivatalban.
1962-től 1964-ig az MSZMP V. kerületi végrehajtó bizottságának tagja volt. 1964-től a Budapest Főváros Tanácsa végrehajtó-bizottságának tagja lett, 1966-tól pedig a Magyar Szocialista Munkáspárt budapesti pártbizottságának titkárává választották. Mindkét tisztségét 1989-ig töltötte be. 1970-től az MSZMP Központi Bizottságának tagja.
1971. május 7-én Szépvölgyi Zoltánt a Fővárosi Tanács alakuló ülésén fővárosi tanácselnökké választották, ezt a tisztséget 1986. december 17-ig töltötte be, amikor nyugdíjba ment. Országgyűlési képviselő volt 1967-től 1990-ig.